# Andrzej Kurylak
Andrzej Mirosław Kurylak – polski pediatra, onkolog, hematolog, profesor medycyny.

## Życiorys
Dyplom lekarski uzyskał w Akademii Medycznej w Gdańsku w 1983. Następnie w 1987 i 1990 uzyskał specjalizację z pediatrii odpowiednio pierwszego i drugiego stopnia, w 2002 roku zaś uzyskał specjalizację z onkologii i hematologii dziecięcej.
Stopień doktorski uzyskał w 1993 roku na podstawie pracy „Skuteczność diagnostyki ultradźwiękowej w rozpoznawaniu niektórych chorób nerek i dróg moczowych u dzieci w porównaniu z wynikami badań radiologicznych” (promotorem był Zdzisław Boroń). Habilitował się w 2004 roku na podstawie oceny dorobku naukowego i pracy pod tytułem „Ocena apoptozy spontanicznej i indukowanej u dzieci z ostrą białaczką limfoblastyczną”. W 2007 roku otrzymał stanowisko profesora nadzwyczajnego, w 2012 roku został mu nadany tytuł naukowy profesora nauk medycznych.
Od 1987 r. jest zatrudniony w Akademii Medycznej im. Ludwika Rydygiera w Bydgoszczy (obecnie Collegium Medicum UMK), początkowo w Katedrze i Klinice Pediatrii (później Katedra Pediatrii, Hematologii i Onkologii), obecnie w Katedrze Pielęgniarstwa Zachowawczego, w Zakładzie Pielęgniarstwa Pediatrycznego, w których jest kierownikiem. Był prodziekanem Wydziału Nauk o Zdrowiu CM UMK, obecnie sprawuje funkcję kierownika studiów doktoranckich i przewodniczącego Rady Dyscypliny Wydziału Nauk o Zdrowiu. W 2013 roku został wojewódzkim konsultantem ds. pediatrii dla województwa kujawsko-pomorskiego.
W latach 1983–2001 pracował w Wojewódzkim Szpitalu Dziecięcym im. Józefa Brudzińskiego w Bydgoszczy, w latach 2002–2012 w Szpitalu Uniwersyteckim nr 1 im. Antoniego Jurasza w Bydgoszczy, od 2012 roku ponownie w Wojewódzkim Szpitalu Dziecięcym, jako ordynator Oddziału Pediatrii, Hematologii, Onkologii i Reumatologii.
Należy do Polskiego Towarzystwa Pediatrycznego, jest wiceprzewodniczącym okręgu bydgoskiego.
Swoje prace publikował w czasopismach krajowych i zagranicznych, m.in. w European Journal of Cancer Care. Zainteresowania badawcze Andrzeja Kurylaka koncentrują się wokół zagadnień leczenia chorób nowotworowych i hematologicznych wieku dziecięcego, jakości życia dzieci z chorobami przewlekłymi i pielęgniarstwa pediatrycznego.